# 能勢広宣
能勢 広宣（のせ ひろのぶ、1962年（昭和37年）9月16日 - ）は、日本の実業家である。クリヤマジャパンの代表取締役社長、クリヤマホールディングス代表取締役CEOを務めた。その後、タケックスラボ取締役を務める。岡山県総社市出身。

## 経歴

### 生い立ち
1956年（昭和21年）岡山県総社市に出生する。地元に近い岡山県立高梁高等学校へ進学し、同期には、サイバー大学教授となる中島俊治がいる。1981年（昭和56年）同校を卒業する。その後、立命館大学経営学部へ進学し、1986年（昭和61年）3月、同校を卒業する。

### 実業家として
大学卒業後、ゴム合成樹脂の製品販売を行うクリヤマ株式会社へ入社する。商品開発部署へ配属され、2005年（平成17年）4月、商品開発本部副本部長となる。その後、2008年（平成20年）1月、当社商品開発部長となり、同年4月、45歳で執行役員・商品開発部長となる。2009年（平成21年）12月、執行役員東京支社長・商品開発部長を経て、2011年（平成23年）3月、能勢が48歳のとき取締役に就任する。
この後も、2012年10月、クリヤマジャパン取締役東京支社長に就任し、翌年2013年3月には、取締役営業本部副本部長を兼務する。2015年（平成27）3月、52歳でクリヤマホールディングスの取締役へ就任した。その後も、2016年3月に子会社のクリヤマジャパンの常務取締役営業本部長に昇進し、中国にある上海栗山貿易有限公司董事長を兼務し、遂に2017年（平成29年）3月、54歳のときにクリヤマジャパンの代表取締役社長となる。

#### クリヤマHDのCEOへ就任
2018年（平成30年）1月、55歳のとき、親会社のクリヤマホールディングス代表取締役CEOへ就任する。同年4月には、第5代同社代表取締役CEO・社長執行役員となった。2019年（令和元年）11月19日には、同社で初の試みとなる海外機関投資家訪問を、シンガポールにて行っている。2021年（令和3年）4月22日には、新型コロナウィルス感染症の流行により、1年延期された2020年東京オリンピックの開催に向けた聖火リレーのランナーとして、高知県室戸岬を走っている。
走破後にはコメントで、「コロナ禍で少しでも皆様に元気をお届けできたらという想いで走りましたが、実際には、私が地元の皆さまから元気をたくさん頂きました。また、皆さまのオリンピックに対する熱い想いを改めて実感することが出来ました。関係者の皆さま、高知県の地元の皆さま、本当に有難うございました。コロナ禍での不安や深刻な問題もございますが、皆で知恵を出し合い、必ずオリンピックを実現させて乗り越えていきたいです。」と述べている。
しかし、能勢は任期途中の2022年（令和4年）8月8日、自らの健康上の理由と世代交代を理由に、CEO職を辞任した。この後、地元岡山県に工場を持つ会社であり、竹を原料とした食品添加物、医薬部外品、抗菌剤等の研究開発及び製造販売を行うタケックスラボの取締役に就任する。この他にも、蓄光顔料の開発、製造販売を行うD.K. Japan社の相談役にも就任している。